# کوهوش سیاه
کوهوش سیاه و سفید (Cohosh) با باگبِین سیاه و سفید (bugbane)، مارریشه سیاه (snakeroot) یا پری شمع (نام علمی: Actaea racemosa) (syn. Cimicifuga racemosa)، یک گونه از گیاه گلدار از خانواده آلالگان. این گیاه بومی غرب آمریکای شمالی است که از جنوب انتاریو و جورجیا ی مرکزی و غرب میسوری و آرکانزاس به دست می‌آید. این گونه در انواع زیستگاه‌های جنگلی و اغلب دربرداشت در دهانه وودلند رشد می‌کند. این ریشه و ریزوم (زمین ساقه‌ها) مدت طولانی است که مورد استفادهٔ آمریکایی‌های بومی بوده است. آنها از عصاره این گیاه به عنوان دارویی ضد درد استفاده می‌کردند. این عصاره همچنین به عنوان آرام بخش و ضد التهاب نیز خواص زیادی دارد. مطالعاتی بر روی عصاره کوهوش سیاه و سفید به عنوان درمان برای علائم مربوط به یائسگی انجام گردیده است.

## ویژگی‌ها

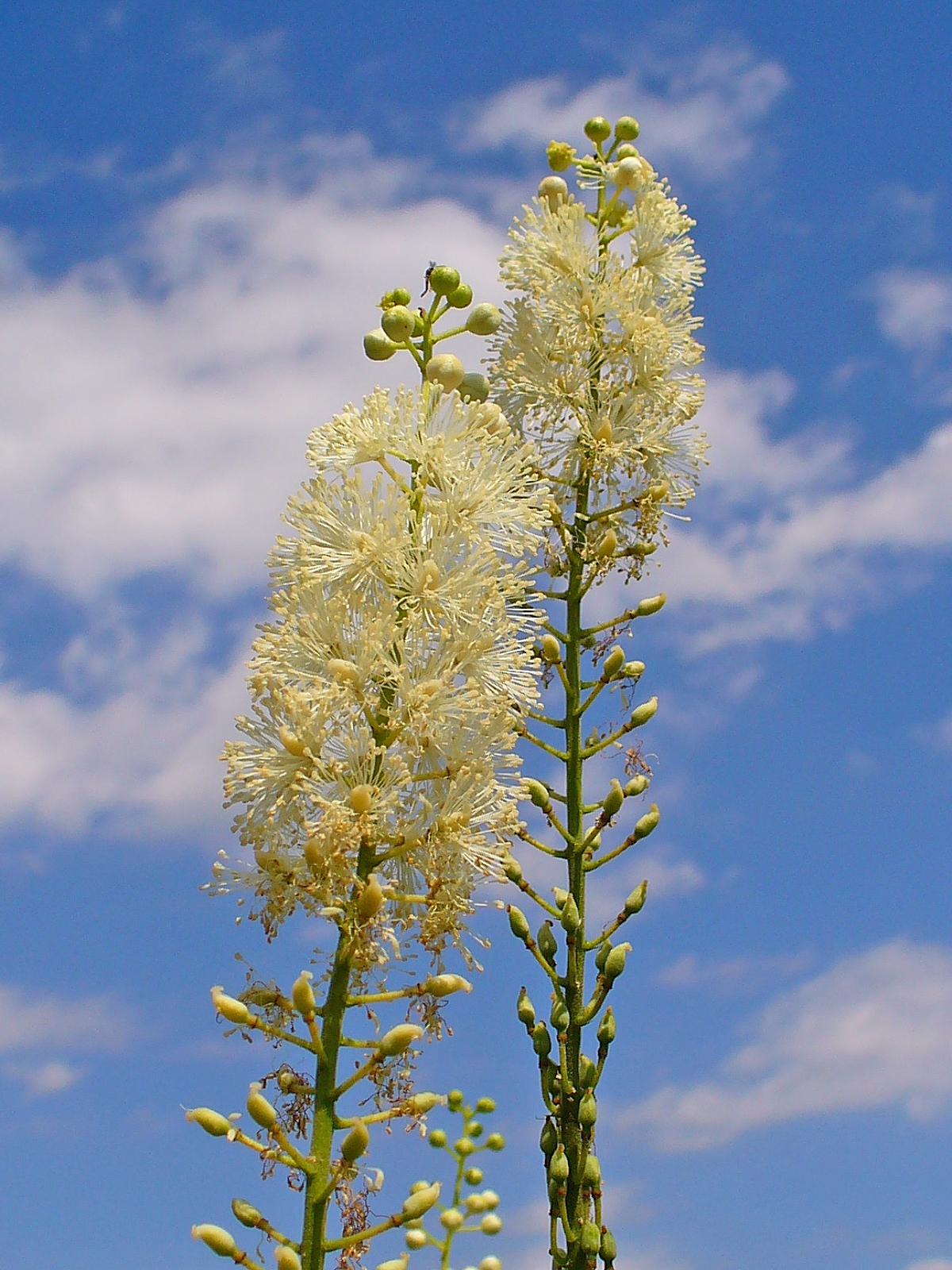
Actaea racemosa گل آذین

Cohosh سیاه و سفید صاف است (glabrous) , گیاهی، گیاهی چند ساله است که تولید بزرگ ترکیب برگ از زیرزمینی ریزوم، رسیدن به ارتفاع 25-60۲۵–۶۰ سانتیمتر (۹٫۸–۲۳٫۶ اینچ). بازال برگ‌ها تا 1۱ متر (۳ فوت ۳ اینچ) طولانی و گسترده تشکیل تکرار مجموعه از سه برگچه (tripinnately مرکب) داشتن درشت دندانه دار (دندانه دار) حاشیه. این گل تولید شده در اواخر بهار و اوایل تابستان در بلند بنیادی 75-250۷۵–۲۵۰ سانتیمتر (۳۰–۹۸ اینچ) بلند قد تشکیل گل‌آذین خوشه‌ای تا 50۵۰ سانتیمتر (۲۰ اینچ). گل بدون گلبرگ یا کاسبرگ و شامل تنگ خوشه ۵۵–۱۱۰ سفید 5-10۵–۱۰ میلیمتر (۰٫۲۰–۰٫۳۹ اینچ) طولانی پرچم اطراف یک ننگ است. گل را مجزا شیرین fetid بوی که جذب مگس gnatsو سوسک. این میوه خشک فولیکول 5-10۵–۱۰ میلیمتر (۰٫۲۰–۰٫۳۹ اینچ) با یک قالیحاوی چند دانهاست.

## طبقه‌بندی
این گیاه گونه‌های تاریخچه‌ای از طبقه‌بندی عدم قطعیت قدمت آن به کارل لینهکه بر اساس ویژگی‌های از گل آذین و دانه ها — قرار داده بود این گونه به جنس Actaea. این تعیین شد و پس از بازنگری توسط توماس نوتال reclassifying گونه به جنس سیمیک. نوتال را طبقه‌بندی شد و صرفاً بر اساس خشک فولیکول‌های تولید شده توسط cohosh سیاه و سفید که به نوعی از گونه‌های در سیمیک. اما داده‌های اخیر از مورفولوژیک و ژن تاریخ نژادی جانور یا گیاه تجزیه و تحلیل نشان می‌دهد که cohosh سیاه و سفیدتر است، نزدیک به گونه از سردهٔ Actaea نسبت به دیگر سیمیک گونه است. این درخواست بازنگری به Actaea racemosa در اصل به عنوان پیشنهاد شده توسط لینه. Cohosh آبی (Caulophyllum thalictroides) با وجود آن مشابه نام مشترک وابسته به یکی دیگر از خانوادههای Berberidaceaeاست و در نتیجه نه از نزدیک مربوط به cohosh سیاه و سفید.

## کشت
A. racemosa رشد می‌کند در دقیق مرطوب نسبتاً سنگین خاک. این خرس بلند تدریجی racemes سفید تابستان گل سفت چسبیده سیاه-بنفش ساقه که کمی ناخوشایند دارویی بو در محدوده نزدیک به آن نام مشترک "Bugbane". خشک کردن دانه سر ماندن خوش تیپ در باغ برای بسیاری از سال است. آن عمیقاً قطع برگ‌های کبود رنگی در انواع "atropurpurea" اضافه کردن علاقه به باغ هر جا که گرمای تابستان و خشکسالی را به آن می‌میرند که آن را محبوب باغ چند ساله است. آن را به دست آورده به انجمن باغبانی سلطنتی' جایزه باغ شایستگی.

## کاربردهای دارویی

### کاربرد تاریخی
آمریکایی‌های بومی استفاده می‌شود cohosh سیاه و سفید برای درمان پزشک زنان و اختلال‌های دیگر از جمله گلودرد، مشکلات و افسردگیاست. پس از ورود مهاجران اروپایی در آمریکا ادامه داد که دارویی استفاده از cohosh سیاه و سفید، این گیاه به نظر می‌رسد در فارماکوپه ایالات متحده در سال ۱۸۳۰ تحت نام "black snakeroot". در سال 1844 A. racemosa محبوبیت به دست آورد که جان پادشاه، یک التقاطی پزشکاستفاده از آن برای درمان روماتیسم و اختلالات عصبی. دیگر التقاطی پزشکان از اواسط قرن نوزدهم مورد استفاده cohosh سیاه و سفید برای انواع آفات از جمله endometritisهای آمنوره دیسمنوره با منوراژی، عقیمی، شدید پس از تولد درد و برای افزایش تولید شیر است.

### کاربردهای امروزی
Cohosh سیاه امروزه طور عمده به عنوان یک مکمل غذایی عرضه شده به زنان به عنوان درمان برای علائم تنش پیش از قاعدگیو یائسگی و سایر پزشک زنان مشکلات. یک متا آنالیز معاصر شواهد پشتیبانی از این ادعا اما Cochrane Collaboration به این نتیجه رسیدند که وجود دارد این است که شواهد کافی برای حمایت از استفاده از آن برای علائم یائسگی است. مطالعه طراحی و دوز cohosh سیاه و سفید آماده‌سازی نقش مهمی در نتایج بالینی. بررسی آزمایشگاهی با خالص ترکیبات موجود در cohosh سیاه و سفید شناسایی برخی از اثرات مفید این ترکیبات در مسیرهای فیزیولوژیک اساسی پوکی استخواناست.

### عوارض جانبی
با توجه به تحقیقات سرطان بریتانیا: «پزشکان نگران هستند که با استفاده از cohosh سیاه و سفید درازمدت ممکن است باعث ضخیم شدن مخاط رحم. این می‌تواند سبب افزایش خطر ابتلا به سرطان رحم است.» آنها همچنین هشدار می‌دهند که افراد مبتلا به مشکلات کبدی نباید آن را به عنوان آن می‌تواند آسیب کبد اگر چه ۲۰۱۱ متا تجزیه و تحلیل از شواهد پژوهشی پیشنهاد این نگرانی ممکن است بی‌اساس است.
مطالعات بر روی افراد بشر بودند که اداره دو صورت تجاری در دسترس cohosh سیاه و سفید فراورده‌های تشخیص نیست استروژن اثرات بر روی سینه.
هیچ مطالعات وجود داشته باشد در دراز مدت ایمنی cohosh سیاه و سفید استفاده در انسان است. در یک تراریخته مدل موش سرطان cohosh سیاه و سفید نیست افزایش بروز سرطان اولیه پستان، اما افزایش متاستاز از قبل موجود به سرطان سینه به ریه‌ها.
آسیب کبدی گزارش شده است در تعداد کمی از افراد با استفاده از cohosh سیاه و سفید اما بسیاری از زنان گرفته‌اند و شاخ و برگ گیاهان بدون گزارش عوارض جانبی اثرات بهداشتی و متا-آنالیز چند به خوبی کنترل شده بالینی هیچ مدرکی وجود ندارد که cohosh سیاه و سفید آماده هر گونه اثر سوء بر روی عملکرد کبد.
اگر چه شواهد برای ارتباط بین cohosh سیاه و آسیب کبدی قطعی نیست و استرالیا اضافه شده است هشدار به برچسب از همه cohosh سیاه و سفید-محصولات حاوی بیان کرد که آن ممکن است باعث آسیب به کبد در برخی از افراد استفاده نمی‌شود و بدون نظارت پزشکی. مطالعات دیگر نتیجه گرفت که کبد آسیب از استفاده از cohosh سیاه و سفید بعید است و این که نگرانی اصلی بیش امن خود را با استفاده از عدم احراز هویت مناسب از مواد گیاهی و جعل و تزویر از آماده‌سازی تجاری با دیگر گونه‌های گیاهی است.
گزارش مستقیم عوارض جانبی نیز شامل سرگیجه و سردرد و تشنج؛ اسهال; تهوع و استفراغ؛ عرق کردن؛ یبوست; فشار خون پایین و ضربان قلب آهسته و مشکلات وزن.
زیرا اکثریت قریب به اتفاق cohosh سیاه و سفید مواد برداشت شده از گیاهان در حال رشد در طبیعت تکراری نگرانی دربارهٔ ایمنی از cohosh سیاه و سفید حاوی مکمل‌های غذایی است که mis-شناسایی گیاهان ناخواسته باعث اختلاط-در (جعل و تزویر) به‌طور بالقوه زیان‌آور مواد از دیگر منابع گیاهی است.
Cohosh سیاه و سفید می‌تواند ارتباط برقرار کردن با استروژن و پروژستین را داشته باشد و قرص‌های کنترل تولد و همچنین به عنوان درمان‌های باروری است.

### ترکیب‌های زیست‌فعال
مانند بسیاری از گیاهان cohosh سیاه و سفید بافت‌ها و اندام‌های حاوی بسیاری از ترکیبات آلی با فعالیت بیولوژیکی.
استروژن مانند ترکیبات اصل شده است و دخیل در اثر cohosh سیاه و سفید عصاره بر علائم وازوموتور در زنان یائسه. دیگر مطالعات آنها نشان داد عدم وجود اثرات استروژنی و ترکیبات در cohosh سیاه و سفید حاوی مواد. یافته‌های اخیر نشان می‌دهد که برخی از clinically relevant اثرات فیزیولوژیکی از cohosh سیاه و سفید ممکن است به دلیل ترکیبات است که اتصال و فعال کردن سروتونین و گیرنده های و مشتق از سروتونین با تمایل بالا به گیرنده‌های سروتونینهای Nω-methylserotoninشناسایی شده است در cohosh سیاه و سفید. مجتمع زیستی مولکولمانند triterpene گلیکوزیدهای (به عنوان مثال cycloartanes) و نشان داده شده است به کاهش سایتوکینناشی از از دست دادن استخوان (پوکی استخوان) با مسدود کردن osteoclastogenesis در in vitro و in vivo , 23-O-acetylshengmanol-3-O-β-d-xylopyranoside یک cycloartane گلیکوزید از Actaea racemosa شناسایی شده است به عنوان یک رمان مؤثر مدولاتور از گیرنده‌های GABAA با آرام بخش فعالیت در موش سوری.

## ترکیب‌های شیمیایی

Cimigenol تشکیل دهنده Cimicifuga racemosa (Black Cohosh)[30]
Formononetin تشکیل دهنده Cimicifuga racemosa (Black Cohosh)[30]